# خطوط ديجافو
خطوط ديجاڤو هي عائلة الخطوط كبيرة صُممت بهدف توفير تغطية واسعة لمجموعة أحرف يونيكود العالمية. تستند هذه الخطوط إلى خطيّ Bitstream Vera (من نوع sans-serif) وBitstream Charter (من نوع serif )، وهما خطان أطلقتهما شركة Bitsstream بموجب ترخيص مجاني يتيح إنشاء أعمال مشتقة دون الحاجة إلى إذن مسبق. اقتصرت عائلتا Vera وCharter في الأصل على الأحرف المندرجة ضمن جزئي Basic Latin وLatin-1 Supplement من معيار Unicode، وهو ما يتوافق تقريبًا مع معيار ISO/IEC 8859-15. أُطلق مشروع خطوط DejaVu بهدف «توفير مجموعة أوسع من الأحرف» وتوسيع نطاق الدعم اللغوي.
مع الحفاظ على الشكل والمظهر الأصليين من خلال عملية التطوير التعاوني". يتم تطوير الخطوط من قبل العديد من المساهمين ويتم تنظيمها من خلال ويكي وقائمة بريدية.
بدأ Štěpán Roh مشروع خطوط DejaVu. وبمرور الوقت، استوعب المشروع العديد من المبادرات الأخرى التي كانت تهدف أيضاً إلى توسيع خطوط Bitstream Vera، مثل عائلة خطوط Olwen، وBepa، وخطوط Arev (بشكل جزئي).وخطوط SUSE Linux القياسية. يتضمن المشروع الكامل ترخيص Bitstream Vera، وهو ترخيص MIT ممتد، والذي يقيد تسمية التوزيعات المعدلة ويحظر البيع الفردي للخطوط، على الرغم من أنه يمكن تضمينها داخل حزمة برامج تجارية أكبر (المصطلحات الموجودة أيضًا في ترخيص Open Font اللاحق)؛ بالقدر الذي يسمح به الفصل بين التعديلات التي طرأت على خطوط DejaVu وكل من خطوط Bitstream Vera وCharter الأساسية،فقد تم التنازل عن هذه التغييرات للمجال العام.

## الاستخدام
تتوفر خطوط DejaVu في مستودع مشروع DejaVu على غيت هوب. بالإضافة إلى ذلك، تتضمن بعض أنظمة التشغيل (مثل أوبن بي إٍ دي، وسولاريس، هايكو (نظام تشغيل)، وأميغا أو إس 4، وتوزيعات لينكس مثل أوبونتو، ودبيان، وفيدورا لينكس، ريد هات إنتريرايز لينكس) خطوط DejaVu ضمن تثبيتها الافتراضي، وأحيانًا تستخدمها كخطوط للنظام. تم تضمين هذه الخطوط أيضًا في نظام التشغيل بلاك بيري الخاص به منذ إصداره 4.5، تحت أسماء "BBAlphaSans" و"BBAlphaSerif"، حتى تم استبدالها في BlackBerry 10 بـ Slate.
استخدم المصمم جوناثان بارنبروك خط DejaVu Serif Bold في المواد الترويجية وتصميم غلاف ألبوم Blackstar.وهو الألبوم الأخير للموسيقي الإنجليزي ديفيد بوي قبل وفاته في يناير 2016. 

ديجافو سيريف

ديجافو سانس مونو

ديجافو سانس

## تغطية يونيكود
DejaVu هو مشروع يهدف إلى تغطية كاملة للنصوص الأبجدية والحروف الأبجدية والرموز مع جميع الأحرف التي تعد جزءًا من مجموعات فرعية MES -1 وMES-2، ونتمنى أن تكون MES-3 من Unicode. التغطية الحالية واسعة النطاق، ومع ذلك، لا يزال هناك حاجة إلى مزيد من العمل لإضافة قواعد التلميحيةإضافية لضمان وضوح الخطوط عند الأحجام الصغيرة. بالإضافة إلى ذلك، لا يزال تطوير بعض قواعد تباعد الحروف لأنماط Sans وSerif جارياً لتحقيق طباعة دقيقة. كما أن إنشاء أربطة لهذه الأنماط لا يزال يتطلب بعض الجهد.
ابدءًا من الإصدار 2.37، اشتملت خطوط DejaVu على أحرف من كتل Unicode التالية. (يُشير الكسر المعطى إلى عدد الأحرف من كل كتلة والمُضمنة في خطوط DejaVu.)

## الأنماط
زاد عدد الأنماط المتوفرة في خطوط DejaVu من عشرة أنماط أصلية (موجودة في خطوط Bitstream Vera) إلى واحد وعشرين نمطًا:
| ديجافو سانس      | ديجافو سيريف     | ديجافو سانس مونو |
| ---------------- | ---------------- | ---------------- |
| كتاب / مائل      | كتاب / مائل      | كتاب / مائل      |
| غامق / مائل      | غامق / مائل      | غامق / مائل      |
| خفيف للغاية      |                  |                  |
| مكثف / مائل      | مكثف / مائل      |                  |
| مكثف غامق / مائل | مكثف غامق / مائل |                  |

تمت الإشارة إلى الأنماط الأصلية بالخط العريض.

## ديجافو سانس مونو
يُعتبر خط DejaVu Sans Mono خيارًا ملائمًا للغاية للاستخدام في السياقات التقنية، وذلك لقدرته على التمييز الواضح بين الأحرف والأرقام المتشابهة بصريًا. فهو يفرق بوضوح بين كل من حرف "l" الصغير، والرقم "1"، وحرف "I" الكبير. بالإضافة إلى ذلك، يميز الخط بفعالية بين الرقم "0" (صفر) وحرف "O" الكبير.
يُعد خط Menlo أحد المشتقات من خط DejaVu Sans Menlo، وهو خط تقدمه شركة أبل مع نظام التشغيل ماك أو اس اكس سنو ليوبارد 10.6. أما الخط الآخر فهو Hack، الذي يهدف إلى تطوير DejaVu Sans Mono بشكل أكبر ليناسب أغراض البرمجة.والذي أصبح اعتبارًا من عام 2023 الخط الأحادي الافتراضي لـ KDE على openSUSE.